# .ie
.ie – domena internetowa przypisana dla stron internetowych z Irlandii.